# Paul Brückner (Politiker)

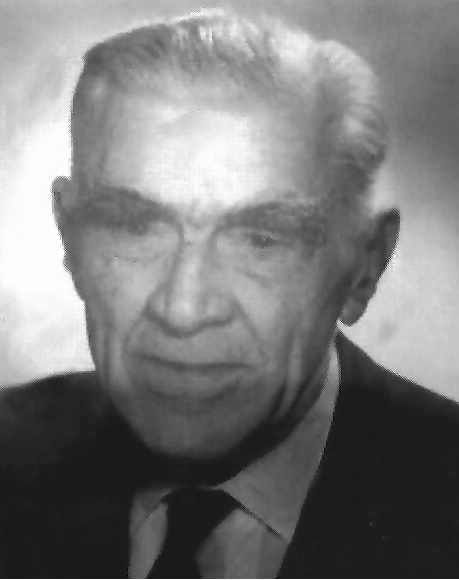
Paul Brückner um 1946

Alwin Paul Brückner (* 13. Dezember 1886 in Dresden; † 5. Dezember 1963 in Radeberg) war ein deutscher Politiker, Bürgermeister und Landrat.

## Leben
Paul Brückner war der Sohn des Restaurateurs Gustav Alwin Brückner und dessen Ehefrau Bertha Selma, geb. Sende. Er besuchte in Dresden die Volksschule und erlernte danach den Beruf eines Schlossers. Mit der elterlichen Familie übersiedelte er 1904 nach Radeberg, wo Vater Alwin die Radeberger Gastwirtschaft „Friedrichschlößchen“, unmittelbar an der Gemarkungsgrenze zu Lotzdorf, übernahm. Gegen den Willen seiner Eltern heuerte Brückner in Hamburg als Kohlentrimmer auf einem Tanker an. Im Ersten Weltkrieg diente er als Maschinist auf einem U-Boot der Kaiserlichen Marine.
Nach dem Kriegsende kehrte Brückner nach Radeberg zurück und nahm seine Arbeit als Schlosser in den Vereinigten Eschebachschen Werken Aktiengesellschaft (VEWAG) Radeberg auf.
Er wurde als Sozialdemokrat Betriebsratsvorsitzender und Vertreter des Metallarbeiterverbandes im Arbeitsnachweisbereich Radeberg und zog 1921 als Abgeordneter der USPD in das Radeberger Stadtparlament ein, wo er sich besonders im Wohlfahrtsbereich engagierte. Im März 1933 wegen seiner politischen Einstellung seiner Funktionen enthoben und verhaftet, wurde er im November 1933 unter strengen Auflagen  aus dem KZ Hohnstein entlassen und fand lange Zeit keine Arbeit. Er musste zugewiesene, befristete Arbeiten ausführen, bis er eine Anstellung als Schlosser in der Dresdner Firma Seidel & Naumann bekam, die er bis zum Kriegsende innehatte. Nach 1945 nahm er politische Führungsrollen als Radeberger Bürgermeister und später als Landrat in Löbau ein. Mit dem Erreichen des Ruhestandes kehrte er 1952 von Löbau zurück in seine Heimatstadt Radeberg, wo er sich mit seiner Lebenserfahrung als Arbeiterveteran überwiegend der Jugendarbeit widmete. 
Paul Brückner war seit 22. Dezember 1912 verheiratet mit Anna Elsa Paula, geb. Born, aus Wachau. Das Ehepaar hatte eine Tochter. Er verstarb am 5. Dezember 1963 in Radeberg.

## Politische Tätigkeit
Bereits 1910 wurde Brückner Mitglied der Gewerkschaft, ab 1917 war er Mitglied der USPD. Seine Beteiligung als Matrose der Kaiserlichen Marine am Kieler Matrosenaufstand 1918, der zur Novemberrevolution führte, prägte ihn. Im Rahmen der Novemberrevolution wurde er Mitglied des Arbeiter- und Soldatenrates und Vertrauensmann seines Flotten-Abschnittes. 
Als Mitglied der USPD wurde Brückner 1921 Stadtverordneter in Radeberg. Ihm wurde die Leitung des Städtischen Wohlfahrtsamtes übertragen. Nach seiner Wiederwahl als Stadtverordneter 1932 wurde Brückner Wohlfahrtsinspektor in der  Stadtverwaltung.
Als in der Folge der Machtergreifung Hitlers die „Bereinigungs-Aktionen“ der Verwaltungen begannen, fielen dieser in Radeberg am 9. März 1933 neben dem Ersten Bürgermeister Otto Uhlig und dem Zweiten Bürgermeister Erich Weise auch der SPD-Abgeordnete und Wohlfahrtsinspektor Paul Brückner zum Opfer, der ebenfalls mit sofortiger Wirkung seines Amtes enthoben wurde. Am 12. März 1933 erfolgten seine Verhaftung und Inhaftierung in die zum Landgericht Dresden gehörende Haftanstalt Mathildenstraße. Gleichzeitig wurde seine Familie aus der Stadt Radeberg ausgewiesen. Von der Haftanstalt Mathildenstraße aus kam Brückner am 8. Juni 1933 in das Schutzhaftlager KZ Hohnstein, in dem er bis November 1933 inhaftiert war.
Sofort nach Kriegsende am 8. Mai 1945 erfolgte durch die Sowjetische Stadtkommandantur zum Aufbau einer neuen Struktur der zivilen Stadtverwaltung und des Kommunalwesens seine Berufung zum Bürgermeister, da er Erfahrungen in der Kommunalpolitik besaß, die er in den Krisenjahren zwischen 1921 und 1933 zum nachhaltigen Wohle der Bevölkerung unter Beweis gestellt hatte, wodurch er eine hohe Wertschätzung und das Vertrauen der Bürger besaß. Bei der nachfolgenden ersten demokratischen Wahl des Bürgermeisters nach dem Zweiten Weltkrieg, Anfang Juni 1945, wurde Paul Brückner mit Wirkung vom 5. Juni 1945 zum Bürgermeister der Stadt Radeberg gewählt. Am 1. September 1945 erhielt er vom Sowjetischen Stadtkommandanten Iwan Fedotowitsch Lobodenko die Berufung zum Rajon-Bürgermeister des Rajons Radeberg und übte dieses Amt in Personalunion mit dem Bürgermeisteramt bis zur Auflösung der Sowjetischen Rajon-Kommandantur 1948 aus.
Ab 10. November 1948 bis zu seinem Ruhestand 1952 war er Landrat des Kreises Löbau.